# جان-لويس برايان
جان-لويس برايان (بالفرنسية: Jean-Louis Brian)‏ هو نحات فرنسي، ولد في 21 نوفمبر 1805 في أفينيون في فرنسا، وتوفي في 14 يناير 1864 في الدائرة الثامنة عشرة في باريس في فرنسا.